# Chriodes chaoi
Chriodes chaoi là một loài tò vò trong họ Ichneumonidae.